# Petra (Plastik)
Petra ist eine Plastik des deutschen Künstlers Marcel Walldorf aus dem Jahr 2010. Die aus Kunststoff, Silikon, Textil und Stahl modellierte Figur zeigt eine Polizistin in voller Schutzkleidung, die in Hockhaltung mit entblößtem Unterleib auf den Boden uriniert. Petra verfügt zudem über eine eingebaute „Pinkelautomatik“, durch die die Plastik gefärbte Flüssigkeit abgeben kann.
Petra erhielt den dritten Preis der Leinemann-Stiftung 2010, was zu einem großen Medienecho in Deutschland und Kritik am Künstler und dem als „Pinkelnde Petra“ bezeichneten Werk führte. Vor allem Vertreter von Polizei und Politik äußerten sich ablehnend.

## Aussehen und Aufbau
Petra besteht aus einer Stahlkonstruktion, die das Grundgerüst für die Plastik bildet. Überzogen ist sie mit Silikon, um ihr den Eindruck einer lebensechten Figur zu verleihen. Für das Aussehen von Petra stand Walldorfs Mitbewohnerin Modell. Die Plastik trägt eine Schutzmontur aus Helm, Sturmhaube, Uniform, Stiefeln, Handschuhen, Beinschonern und Hüfthalfter mit ungeladener Gaswaffe. Ein Polizeischlagstock lehnt in der Regel an einer nahen Wand. Insgesamt misst die Plastik 100 cm × 80 cm × 70 cm.
Die in der Plastik dargestellte Polizistin befindet sich in der Hocke und umgreift mit beiden Armen ihre gespreizten Knie, die Uniformhose ist bis zu den Oberschenkeln herabgezogen und der nackte Unterleib samt modellierter Vulva zu sehen. Die Vulva ist mit einer Mechanik im Inneren der Plastik verbunden, die eingefärbte Flüssigkeit aus einem Tank ablassen kann, sodass es aussieht, als würde die Polizistin urinieren. Um eine Beschädigung des Parkettbodens zu vermeiden, wurde in den Ausstellungsräumen der Hochschule für Bildende Künste Dresden (HfBKD) statt der „Pinkelautomatik“ eine Gelatinepfütze verwendet.

## Hintergrund
Walldorf, Student bei Eberhard Bosslet an der HfBK Dresden, sagte gegenüber der Sächsischen Zeitung über seine Motivation zu Petra, die Idee sei ihm gekommen, als er vom Fenster der Wohnung eines Freundes beobachtete, wie sich Polizeitrupps vor Einsätzen sammelten. Dabei hätten einige der männlichen Polizeibeamten ins Gebüsch uriniert. „Beim Anblick der Männer habe ich mich gefragt, was die Frauen in dieser Notlage tun – noch dazu in ihrem Kampfanzug.“, so Walldorf. Petra zeige darüber hinaus aber auch die Verletzlichkeit neben der Berufsroutine.

## Rezeption
Für sein Werk erhielt Walldorf im Januar 2011 den mit 1000 Euro dotierten dritten Preis der Leinemann-Stiftung 2010 für Bildung und Kunst. Bild berichtete darüber unter dem Titel Künstler: Hier zerfließt die Grenze zwischen Freund und Feind. Aufregung um Pinkel-Polizistin-Skulptur. In der Folge griffen auch andere große Tages- und Wochenzeitungen das Thema auf. Vertreter der Polizei wie der sächsische Vorsitzende der Gewerkschaft der Polizei (GdP) Hagen Husgen äußerten sich ablehnend: „Ich finde es beschämend, dass man so etwas als Kunst verkauft. Damit trifft man alle Polizeibeamtinnen, die sich im Dienst irgendwo hinhocken müssen um ihre Notdurft zu verrichten, weil es keine andere Möglichkeit gibt.“ Sachsens Innenminister Markus Ulbig (CDU) sagte, das „sogenannte Kunstwerk“ sei „eine Beleidigung der Polizistinnen.“ Er sei „schockiert, dass es Gremien gibt, die solchen sogenannten Künstlern Preise verleihen.“ Walldorf erhielt nach eigener Aussage Drohmails.
Der Stifter des Leinemann-Preises, Ralf Leinemann, meinte dazu: „Ich vermute, die ganze Aufregung liegt an der Uniform. Einer Staatsmacht, die auf Autoritätswahrung bedacht ist, muss alles, was eine Uniform persifliert oder vermenschlicht, unangenehm sein.“ Walldorf selbst wies jede Provokations- oder Diskriminierungsabsicht von sich: „Petra ist weder Kritik am Staat, noch an der Gesellschaft, noch soll sie eine bestimmte Berufsgruppe anfeinden. Was mich am meisten getroffen hat, war der Vorwurf, mein Kunstwerk sei frauenfeindlich und diskriminierend. Das war überhaupt nicht meine Intention.“ Im Gegenteil habe er für sein Werk sehr viel Zuspruch von Frauen erhalten.
Brigitte Werneburg von der tageszeitung (taz) befand, dass die Figur nicht als Objekt der Provokation geeignet sei. Die Plastik der so martialisch aufgezäumten, hockenden „Petra“ wirke in sich viel zu paradox, als dass man in ihr ganz platt die bloßgestellte Staatsmacht erkennen könne. Insofern „habe sie ihren eigenen ästhetisch-gedanklichen Reiz, auch wenn sie etwas zu sehr im Fahrwasser von Maurizio Cattelans regelmäßig Skandal verursachenden, anekdotischen Kleinplastiken“ schwimme.